# 마리 안데르손
마리 안데르손(Mari Andersson, 1986년 7월 5일~)은 스웨덴의 테니스 선수이다.
대한민국 서울에서 태어난 그녀는 생후 3개월에 스웨덴 부부에게 입양되어 자랐다.